# Joana Gama
Joana Gama (Braga, 1983) es una pianista y bailarina portuguesa. Es reconocida por su trabajo en torno a la obra del compositor francés Erik Satie.

## Trayectoria
Se incorporó al Conservatorio Superior de Música de Braga cuando solo tenía 5 años. Durante ese periodo, también inició sus estudios de ballet, algo que consideró fundamental en su acercamiento más físico y corporal al instrumento musical.
Entre 2005 y 2009 trabajó en la Orquesta Metropolitana de Lisboa.
En 2010, realizó un Máster en Interpretación en la Universidad de Évora bajo la dirección de António Rosado. En 2017, en la misma institución, defendió la tesis doctoral “Estudios interpretativos de la música portuguesa contemporánea para piano: el caso particular de la música evocadora de elementos culturales portugueses ”.

## Obra

### Joana Gama y Erik Satie
La primera vez que la pianista interpretó la obra de Erik Satie fue en 2010, en los Dias da Música en el Centro Cultural de Belém, en Lisboa. En 2016 participó en el proyecto "SATIE.150 - Uma celebração em forma de guarda-chuva", que conmemoró el 150 aniversario del nacimiento del compositor francés y contó con el apoyo del canal portugués Antena 2. La iniciativa incluyó más de una decena de recitales en diversas localizaciones portuguesas y europeas, así como una conferencia escolar sobre el compositor, para dar a conocer su vida y obra. Al año siguiente, dio un concierto en el Centro Cultural de Belém que se publicó en el disco "SATIE.150", con el apoyo de GDA.
En 2019, la pianista volvió al trabajo de Satie con el disco "Arcueil". Inspirado en el suburbio donde vivió Satie durante los últimos 27 años de su vida, el álbum también contó con composiciones de Marco Franco, Federico Mompou, John Cage, Morton Feldman y Vítor Rua. El álbum, que también se materializó en forma de libro, incluía textos y dibujos de varios artistas invitados.
Gama también creó el recital comentado Eu gosto muito do Senhor Satie, dirigido a los niños.

### Joana Gama y la danza
La pianista participó en varios espectáculos de danza, como Danza Ricercata y "27 Ossos", de Tânia Carvalho; Trovoada, de Luís Guerra; Pele de la compañía Útero; y Nocturno , una cocreación con Victor Hugo Pontes. En 2019, su actuación Home Sweet Home, con la composición de Vítor Rua, fue elogiada por el diario Público de Portugal por su interpretación física.

## Reconocimientos
Entre 2004 y 2008, fue galardonada en tres ocasiones con el Premio Jóvenes Músicos / Antena 2.